# Pretty Cure
Pretty Cure  , oficialmente llamada la Serie Pretty Cure , o simplemente Precure es una franquicia de anime, manga, películas y juegos del tipo chica mágica creada por un grupo de productores, Izumi Todo, y producida por Toei Animation, Asatsu-DK y Asahi Broadcasting Corporation (ABC). Esta serie televisiva ha sido emitida nacionalmente en Japón por la cadena televisiva de anime, All-Nippon News Network (ANN) donde están los canales como TV Asahi en Tokio y ABC Television en Osaka, y es una de las más populares de su país de origen que también ha sido lanzado a nivel internacional.

## Historia

### Serie televisiva
La primera fue Futari wa Pretty Cure estrenada el 1 de febrero de 2004, a las 8:30 horas (horario local), siendo un programa del bloque matutino dominical junto con las dos series tokusatsu: Kamen Rider y Super Sentai; esta temporada iba a terminar con 26 episodios el 1 de agosto, pero acabó con 49 episodios el 30 de enero de 2005. Luego de que la primera temporada fue un éxito, empezó a expandir la franquicia con su secuela, Pretty Cure Max Heart transmitiendo de 6 de febrero del 2005 hasta el 29 de enero de 2006 con 47 episodios. La tercera temporada es una historia alternativa de las temporadas anteriores, y se titula Futari wa Pretty Cure Splash Star emitida de 5 de febrero de 2006 al 28 de enero de 2007 con 49 episodios. La cuarta temporada es otra historia alterna de las anteriores, titulada Yes! Pretty Cure 5, siendo la indicación de formar cinco miembros de la temporada, estrenada el 4 de febrero de 2007 y finalizada el 27 de enero de 2008 con 49 episodios. La quinta temporada es una secuela de la cuarta, bajo el nombre de Yes! Pretty Cure 5 Go Go! teniendo 48 episodios emitidos el 3 de febrero de 2008 y finalizada el 25 de enero del 2009, siendo esta temporada como el quinto aniversario de la franquicia. 
A partir de la sexta temporada llamada Fresh Pretty Cure!, crean historias diferentes por temporada con personajes diferentes, la cual comenzó a emitirse en el 1 de febrero de 2009 y finalizó el 31 de enero de 2010 con cincuenta episodios. Siguiendo con la séptima temporada, llamada HeartCatch Pretty Cure!, la cual comenzó a emitirse en el 7 de febrero de 2010 y finalizó el 30 de enero de 2011 con 49 episodios. Suite Pretty Cure♪  es la octava temporada del anime, se transmitió entre el 6 de febrero de 2011 y el 29 de enero de 2012, siendo la primera vez de ser afectado por negativas causas dejando 47 episodios. Luego se estrenó el 5 de febrero de 2012 la novena temporada de la franquicia, Smile Pretty Cure!, la cual finalizó el 27 de enero del 2013 con 48 episodios. Después de esta, se estrenó el 3 de febrero del 2013 Doki Doki! Pretty Cure que es la décima temporada que finalizó el 26 de enero de 2014 con 49 episodios. Cabe decir que las últimas dos temporadas mencionadas existieron en cada una de las adaptaciones de Saban llamadas Glitter Force con el intento de la transmisión internacional entre 2015 y 2017 en la plataforma de Netflix, y que fueron retirados del catálogo el 9 de noviembre de 2024. Llegando los diez años de Pretty Cure, esta temporada se estrenó Happiness Charge PreCure! el 2 de febrero del 2014, que es la undécima temporada de Pretty Cure y finalizó el 25 de enero de 2015 con 49 episodios.
La siguiente temporada es Go! Princess PreCure, la duodécima temporada de Pretty Cure, que se estrenó el 1 de febrero del 2015 y finalizó el 31 de enero del 2016 con cincuenta episodios. Poco después, se estrenó el 7 de febrero del 2016 Maho Girls PreCure!, la temporada número 13, la cual terminó el 29 de enero de 2017 también con cincuenta episodios. Una semana más tarde se estrenó KiraKira☆Pretty Cure A La Mode el 5 de febrero del 2017, la temporada número 14, la cual terminó el 28 de enero de 2018 con 49 episodios. A la semana siguiente se estrenó HUGtto! Pretty Cure, el 4 de febrero del 2018, la cual terminó el 27 de enero de 2019 igualmente con 49 episodios, siendo la temporada que celebraba el décimoquinto aniversario de la franquicia, y la última temporada en la Era Heisei. 
Star☆Twinkle Pretty Cure, fue la decimosexta temporada que se emitió entre el 3 de febrero de 2019 y el 26 de enero de 2020 con 49 episodios, siendo la primera en emitirse mayoritariamente en la Era Reiwa. Después el 2 de febrero de 2020 se estrenó Healin' Good♥Pretty Cure que fue parte de impacto pandémico de COVID-19 por dos meses de pausa, la cual tuvo 45 episodios y finalizó el 21 de febrero del 2021. Luego el 28 de febrero se estreno Tropical Rouge! Pretty Cure, que finalizó el 30 de enero de 2022 con 46 episodios por el suceso de la temporada anterior. El 5 de febrero del 2022 se estrenó Delicious Party♡Pretty Cure siendo la tercera temporada con consecuencias negativas, siendo afectado por hackeo por un mes que dejó 45 episodios, concluyendo el 29 de enero de 2023. Celebrando el vigésimo aniversario de esta franquicia, se estrenó el 5 de febrero de 2023 Hirogaru Sky! Pretty Cure que concluyó con cincuenta episodios el 28 de enero de 2024.
El 4 de Febrero de 2024 se estrenó Wonderful Precure! fue la siguiente que se transmitió hasta el 26 de enero de 2025, también con cincuenta episodios. Y finalmente se estrenó Kimi to Idol Pretty Cure, el 2 de febrero de 2025 a lo que se transmite cada episodio semanalmente en el presente.

### Películas
En las películas episódicas se presentan las protagonista en sus respectivas temporadas. En la primera temporada no tiene, pero se han realizado dos películas de Pretty Cure Max Heart, y a partir de Splash Star se estrenan una película por temporada, salvo a Hirogaru Sky! que sólo contó con una película comemorativa a la franquicia. 
También se estrenaron películas con la unión de dos o más temporadas de Pretty Cure juntas. El 20 de marzo del 2009 una película especial que reunió a todas las protagonistas de las seis primeras temporadas, titulada Precure All Stars DX. En Precure All Stars DX2 salen todas las protagonistas incluidas las de la temporada 7. Y en Precure All Stars DX3, consta con la aparición de Cure Melody y Cure Rhythm de la temporada 8 (Suite PreCure ). La cuarta película del tipo crossover ficcional, esta vez no de la saga DX, se llama PreCure All Stars New Stage: Amigas del futuro, y aparecen las protagonistas desde Max Heart a Smile PreCure!, la temporada 9. Esta última película se estrenó el 17 de marzo del 2012. Una quinta película, Pretty Cure All Stars New Stage 2: Amigas del corazón (プリキュアオールスターズ New Stage 2 こころのともだち PuriKyua Ōru Sutāzu Nyū Sutēji Tsū: Kokoro no Tomodachi?) ha sido estrenada el 16 de marzo del 2013, y aparecen las protagonistas desde Max Heart a Doki Doki! PreCure, la temporada 10 del anime Futari wa Pretty Cure. La sexta película, Pretty Cure All Stars New Stage 3: Amigas Eternas (映画プリキュアオールスターズ　NewStage3　永遠のともだち PuriKyua Ōru Sutāzu Nyū Sutēji 3: Eien no Tomodachi?) fue anunciada para estrenarse el 15 de marzo del 2014 y aparecieron las protagonistas desde Max Heart hasta Happiness Charge PreCure!. La siguiente película es Pretty Cure All Stars: Spring Carnival (映画 プリキュアオールスターズ 春のカーニバル Eiga Purikyua Ōru Sutāzu: Haru no Kānibaru?) en donde aparecen desde Futari wa Pretty Cure hasta Maho Girls PreCure. La película que le sigue es Pretty Cure Dream Stars la cual fue estrenada el 18 de marzo de 2017 y cuenta con la aparición desde Go! Princess hasta Kira Kira PreCure A La Mode. La película de Pretty Cure All Stars Memories fue estrenada el 27 de octubre del 2018, la cual asisten las cincuenta y cinco Pretty Cure desde Futari wa hasta HUGtto! PreCure. 
La siguiente película titulada Pretty Cure Miracle Universe fue estrenada el 16 de marzo del 2019 y cuenta con las participaciones desde Kira Kira hasta Star Twinkle PreCure. La siguiente serie, Healin' Good♥Pretty Cure, tiene dos películas que son Pretty Cure Miracle Leap: A Wonderful Day with Everyone la cual se estrenó el 31 de octubre de 2020 y Healin' Good♥Pretty Cure: GoGo! Big Transformation! The Town of Dreams estrenada el 20 de marzo de 2021 con la participación de Yes! PreCure 5 GoGo!, películas que se retrasaron su estreno debido a la pandemia del COVID-19. La siguiente serie se estrenó la película de Tropical-Rouge! Pretty Cure: The Snow Princess and the Miraculous Ring!, estrenado el 23 de octubre de 2021 con la participación de Heartcatch Pretty Cure!. Y las últimas dos películas fueron un conjunto de otras series de Pretty Cure: para Hirogaru Sky! Pretty Cure, se estrenó Pretty Cure All-Stars F el 15 de septiembre de 2023, la cual fue la película que tiene más Pretty Cure con un total de 78. Y la última fue Wonderful Pretty Cure! The Movie! Doki Doki! An Epic♡Adventure In The Game World! estrenado el 13 de septiembre de 2024 con la participación de Maho Girls PreCure y Hirogaru Sky! Pretty Cure.

## Temporadas
A continuación se desglosa la lista de temporadas de la serie divididas en los dos períodos históricos de Japón en donde fueron producidas, siendo la era Heisei y la era Reiwa.
| #              | Emisión        | Título de la serie                     | Título en Japonés                      | Título en Romaji                    | Episodios                                            | Temática                                                                                             |
| Período Heisei | Período Heisei | Período Heisei                         | Período Heisei                         | Período Heisei                      | Período Heisei                                       | Período Heisei                                                                                       |
| -------------- | -------------- | -------------------------------------- | -------------------------------------- | ----------------------------------- | ---------------------------------------------------- | --- |
| 1              | 2004-2005      | Futari wa Pretty Cure                  | ふたりはプリキュア                     | Futari wa Purikyua                  | 49                                                   | Yin y Yang                                                                                           |
| 2              | 2005-2006      | Pretty Cure Max Heart                  | ふたりはプリキュア ー マックスハート   | Futari wa Purikyua Max Heart        | 47                                                   | Yin y Yang                                                                                           |
| 3              | 2006-2007      | Pretty Cure Splash Star                | ふたりはプリキュア Splash★Star         | Futari wa Purikyua Splash Star      | 49                                                   | La belleza de la naturaleza: Plantas, aves, viento y luna                                            |
| 4              | 2007-2008      | Yes! Pretty Cure 5                     | Yes！プリキュア 5                      | Iesu! Purikyua Faibu                | 49                                                   | Las mariposas y el significado de los sueños                                                         |
| 5              | 2008-2009      | Yes! Pretty Cure 5 GoGo!               | Yes！プリキュア 5 GoGo                 | Iesu!Purikyua Faibu GoGo            | 48                                                   | Las rosas y el significado de los sueños                                                             |
| 6              | 2009-2010      | Fresh Pretty Cure                      | フレッシュプリキュア!                  | Furesshu PuriKyua!                  | 50                                                   | Las frutas, los tréboles, el baile y la felicidad                                                    |
| 7              | 2010-2011      | HeartCatch Pretty Cure!                | ハートキャッチプリキュア！             | Hātokyacchi Purikyua!               | 49                                                   | El lenguaje de las flores y la moda                                                                  |
| 8              | 2011-2012      | Suite Pretty Cure                      | スイート プリキュア                    | Suīto PuriKyua♪                     | 48                                                   | La Música                                                                                            |
| 9              | 2012-2013      | Smile Pretty Cure!                     | スマイルプリキュア！                   | Sumairu Purikyua!                   | 48 (versión original)---- 40 (versión Glitter Force) | Los cuentos de hadas y la felicidad                                                                  |
| 10             | 2013-2014      | Doki Doki! Pretty Cure                 | ドキドキ！ プリキュア                  | Dokidoki! PuriKyua!                 | 49 (versión original)---- 30 (versión Glitter Force) | El amor, las emociones, la baraja inglesa y el comportamiento moral                                  |
| 11             | 2014-2015      | HappinessCharge Pretty Cure!           | ハピネスチャージプリキュア！           | Hapinesuchāji Purikyua!             | 49                                                   | Cartas de intercambio, los espejos, el baile y la moda, así como la felicidad y el amor              |
| 12             | 2015-2016      | Go! Princess Pretty Cure               | Go! プリンセスプリキュア               | Gõ! Purinsesu Purikyua              | 50                                                   | La princesas, la realeza, las llaves y los perfumes                                                  |
| 13             | 2016-2017      | Maho Tsukai Pretty Cure!               | 魔法つかい プリキュア!                 | Mahō Tsukai Purikyua!               | 50                                                   | La magia y las gemas                                                                                 |
| 14             | 2017-2018      | KiraKira Pretty Cure A La Mode         | キラキラ☆プリキュアアラモード          | KiraKira☆Purikyua A Ra Mōdo         | 49                                                   | Los dulces, los animales y la creatividad                                                            |
| 15             | 2018-2019      | HUGtto! Pretty Cure                    | HuGっと！プリキュア                    | HUGtto! Purikyua                    | 49                                                   | Las profesiones, el destino y el futuro                                                              |
| 16             | 2019-2020      | Star Twinkle Pretty Cure               | スター☆トゥインクル プリキュア         | Sutā ☆ Tuinkuru Purikyua            | 49                                                   | El espacio exterior, las constelaciones, la imaginación y los viajes interplanetarios                |
| Período Reiwa  |                |                                        |                                        |                                     |                                                      | |
| 17             | 2020-2021      | Healin' Good Pretty Cure               | ヒーリングっど♡プリキュア              | Hīringuddo♡Purikyua                 | 45                                                   | La salud, los animales y la naturaleza                                                               |
| 18             | 2021-2022      | Tropical Rouge! Pretty Cure            | トロピカル〜ジュ！プリキュア           | Toropika Rūju! Purikyua             | 46                                                   | El verano, el océano, lo tropical, la estética, la motivación y la responsabilidad                   |
| 19             | 2022-2023      | Delicious Party Pretty Cure            | デリシャスパーティ♡プリキュア          | Derishasupāti ♡ Purikyua            | 45                                                   | La comida, el compartir y la alegría                                                                 |
| 20             | 2023-2024      | Hirogaru Sky! Pretty Cure              | ひろがるスカイ！プリキュア             | Hirogaru sukai! Purikyua            | 50                                                   | Los héroes, los cielos interminables y lo celestial                                                  |
| 20.5           | 2023           | Kibou no Chikara Otona Pretty Cure 23  | キボウノチカラ ～オトナプリキュア‘23～ | Kibō no Chikara: Otona Purikyua'23  | 12                                                   | El tiempo, los sueños y la belleza de la naturaleza                                                  |
| 21             | 2024-2025      | Wonderful Precure!                     | ワンダフルプリキュア                   | Wandafuru Purikyua!                 | 50                                                   | Los animales domésticos y el vínculo humano-animal                                                   |
| 21.5           | 2025           | Maho Tsukai Pretty Cure!! ~MIRAI DAYS~ | 魔法つかいプリキュア！！～MIRAI DAYS～ | Mahō Tsukai Purikyua!! ~MIRAI DAYS~ | 12                                                   | El tiempo, la magia y las gemas                                                                      |
| 22             | 2025-2026      | Kimi to Idol Pretty Cure               | キミとアイドルプリキュア♪              | Kimi to Aidoru Purikyua♪            | 49 (En emisión)                                      | Las idols japonesas y el oshikatsu (El apoyo de los fanáticos a los bailes y canciones de las Idols) |

## Lista de Personajes Principales de la serie
| Serie                                                 | Transformación | Episodio de Debut | Nombre                   | Seiyū             | Hada | Hada | Objetos                                                           |
| ----------------------------------------------------- | -------------- | ----------------- | ------------------------ | ----------------- | --- | --- | ----------------------------------------------------------------- |
| Futari wa Pretty Cure Futari wa Pretty Cure Max Heart | Cure Black     | 1                 | Nagisa Misumi            | Yōko Honna        | Mepple | Mepple | Carta Card Commune Heartful Commune                               |
| Futari wa Pretty Cure Futari wa Pretty Cure Max Heart | Cure White     | 1                 | Honoka Yukishiro         | Yukana            | Mipple | Mipple | Carta Card Commune Heartful Commune                               |
| Futari wa Pretty Cure Futari wa Pretty Cure Max Heart | Shiny Luminous | "Max Heart" 5     | Hikari Kujo              | Rie Tanaka        | Porun Lulun | Porun Lulun | Touch Commune                                                     |
| Futari wa Pretty Cure Splash Star                     | Cure Bloom     | 1                 | Saki Hyuuga              | Orie Kimoto       | Flappy Muupu | Flappy Muupu | Diamante Mix Commune Crystal Commune                              |
| Futari wa Pretty Cure Splash Star                     | Cure Bright    | 30                | Saki Hyuuga              | Orie Kimoto       | Flappy Muupu | Flappy Muupu | Diamante Mix Commune Crystal Commune                              |
| Futari wa Pretty Cure Splash Star                     | Cure Egret     | 1                 | Mai Mishou               | Atsuko Enomoto    | Choppy Fuupu | Choppy Fuupu | Diamante Mix Commune Crystal Commune                              |
| Futari wa Pretty Cure Splash Star                     | Cure Windy     | 30                | Mai Mishou               | Atsuko Enomoto    | Choppy Fuupu | Choppy Fuupu | Diamante Mix Commune Crystal Commune                              |
| Yes! Pretty Cure 5 y Yes! Pretty Cure 5 GoGo!         | Cure Dream     | "5" 1             | Nozomi Yumehara          | Yūko Sanpei       | Coco Natts Syrup | Coco Natts Syrup | Pinky Catch CureMo                                                |
| Yes! Pretty Cure 5 y Yes! Pretty Cure 5 GoGo!         | Cure Rouge     | "5" 2             | Rin Natsuki              | Junko Takeuchi    | Coco Natts Syrup | Coco Natts Syrup | Pinky Catch CureMo                                                |
| Yes! Pretty Cure 5 y Yes! Pretty Cure 5 GoGo!         | Cure Lemonade  | "5" 3             | Urara Kasugano           | Mariya Ise        | Coco Natts Syrup | Coco Natts Syrup | Pinky Catch CureMo                                                |
| Yes! Pretty Cure 5 y Yes! Pretty Cure 5 GoGo!         | Cure Mint      | "5" 4             | Komachi Akimoto          | Ai Nagano         | Coco Natts Syrup | Coco Natts Syrup | Pinky Catch CureMo                                                |
| Yes! Pretty Cure 5 y Yes! Pretty Cure 5 GoGo!         | Cure Aqua      | "5" 6             | Karen Minazuki           | Ai Maeda          | Coco Natts Syrup | Coco Natts Syrup | Pinky Catch CureMo                                                |
| Yes! Pretty Cure 5 y Yes! Pretty Cure 5 GoGo!         | Milky Rose     | "GoGo!" 10        | Kurumi Mimino / Milk     | Eri Sendai        | Coco Natts Syrup | Coco Natts Syrup | Paleta Láctea                                                     |
| Fresh Pretty Cure!                                    | Cure Peach     | 1                 | Love Momozono            | Kanae Oki         | Pirun | Tart Chiffon | Linkrun                                                           |
| Fresh Pretty Cure!                                    | Cure Berry     | 2                 | Miki Aono                | Eri Kitamura      | Burun | Tart Chiffon | Linkrun                                                           |
| Fresh Pretty Cure!                                    | Cure Pine      | 3                 | Inori Yamabuki           | Akiko Nakagawa    | Kirun | Tart Chiffon | Linkrun                                                           |
| Fresh Pretty Cure!                                    | Cure Passion   | 23                | Setsuna Higashi / Eas    | Yuka Komatsu      | Akarun | Tart Chiffon | Linkrun                                                           |
| HeartCatch Pretty Cure!                               | Cure Blossom   | 1                 | Tsubomi Hanasaki         | Nana Mizuki       | Chypre | Chypre | Perfume Corazón Semilla Corazón                                   |
| HeartCatch Pretty Cure!                               | Cure Marine    | 3                 | Erika Kurumi             | Fumie Mizusawa    | Coffret | Coffret | Perfume Corazón Semilla Corazón                                   |
| HeartCatch Pretty Cure!                               | Cure Sunshine  | 23                | Itsuki Myoudouin         | Hōko Kuwashima    | Potpourri | Potpourri | Perfume Brillante Semilla Corazón                                 |
| HeartCatch Pretty Cure!                               | Cure Moonlight | 33                | Yuri Tsukikage           | Aya Hisakawa      | Cologne | Cologne | Tarro Corazón Semilla Corazón                                     |
| Suite Pretty Cure                                     | Cure Melody    | 1                 | Hibiki Hojo              | Ami Koshimizu     | Dory Miry | Hummy | Módulo Cure                                                       |
| Suite Pretty Cure                                     | Cure Rhythm    | 1                 | Kanade Minamino          | Fumiko Orikasa    | Rery Fary | Hummy | Módulo Cure                                                       |
| Suite Pretty Cure                                     | Cure Beat      | 21                | Ellen Kurokawa / Siren   | Megumi Toyoguchi  | Lary Sory | Hummy | Módulo Cure                                                       |
| Suite Pretty Cure                                     | Cure Muse      | 35                | Ako Shirabe              | Rumi Ōkubo        | Dodory Shiry | Hummy | Módulo Cure                                                       |
| Smile Pretty Cure!                                    | Cure Happy     | 1                 | Miyuki Hoshizora         | Misato Fukuen     | Candy / Royale Candy Pop | Candy / Royale Candy Pop | Polvera Sonrisa                                                   |
| Smile Pretty Cure!                                    | Cure Sunny     | 2                 | Akane Hino               | Asami Tano        | Candy / Royale Candy Pop | Candy / Royale Candy Pop | Polvera Sonrisa                                                   |
| Smile Pretty Cure!                                    | Cure Peace     | 3                 | Yayoi Kise               | Hisako Kanemoto   | Candy / Royale Candy Pop | Candy / Royale Candy Pop | Polvera Sonrisa                                                   |
| Smile Pretty Cure!                                    | Cure March     | 4                 | Nao Midorikawa           | Marina Inoue      | Candy / Royale Candy Pop | Candy / Royale Candy Pop | Polvera Sonrisa                                                   |
| Smile Pretty Cure!                                    | Cure Beauty    | 5                 | Reika Aoki               | Chinami Nishimura | Candy / Royale Candy Pop | Candy / Royale Candy Pop | Polvera Sonrisa                                                   |
| Doki Doki! Pretty Cure y su novela secuela            | Cure Heart     | 1                 | Mana Aida                | Hitomi Nabatame   | Sharuru | Sharuru | Lovely Commune                                                    |
| Doki Doki! Pretty Cure y su novela secuela            | Cure Diamond   | 3                 | Rikka Hishikawa          | Minako Kotobuki   | Raquel | Raquel | Lovely Commune                                                    |
| Doki Doki! Pretty Cure y su novela secuela            | Cure Rosetta   | 4                 | Alice Yotsuba            | Mai Fuchigami     | Lance | Lance | Lovely Commune                                                    |
| Doki Doki! Pretty Cure y su novela secuela            | Cure Sword     | 1                 | Makoto Kenzaki           | Kanako Miyamoto   | Dabyi | Dabyi | Lovely Commune                                                    |
| Doki Doki! Pretty Cure y su novela secuela            | Cure Ace       | 22                | Aguri Madoka             | Rie Kugimiya      | Ai | Ai | Paleta de Ojos Amor                                               |
| Doki Doki! Pretty Cure y su novela secuela            | Cure Joker     | "Secuela" 12      | Aguri Madoka             | Rie Kugimiya      | Ai | Ai | Cristal Royal                                                     |
| Doki Doki! Pretty Cure y su novela secuela            | Cure Joker     | "Secuela" 12      | Regina                   | Kumiko Watanabe   | Ai | Ai | Cristal Royal                                                     |
| HappinessCharge Pretty Cure!                          | Cure Lovely    | 1                 | Megumi Aino              | Megumi Nakajima   | Ribbon | Ribbon | Bonito Espejo Cambio                                              |
| HappinessCharge Pretty Cure!                          | Cure Princess  | 1                 | Hime Shirayuki           | Megumi Han        | Ribbon | Ribbon | Bonito Espejo Cambio                                              |
| HappinessCharge Pretty Cure!                          | Cure Honey     | 9                 | Yuuko Omori              | Rina Kitagawa     | Ribbon | Ribbon | Bonito Espejo Cambio                                              |
| HappinessCharge Pretty Cure!                          | Cure Fortune   | 22                | Iona Hikawa              | Haruka Tomatsu    | Glassan | Glassan | Piano Fortuna                                                     |
| Go! Princess Pretty Cure                              | Cure Flora     | 1                 | Haruka Haruno            | Yū Shimamura      | Pafu Aroma Kuroro Miss Shamour | Pafu Aroma Kuroro Miss Shamour | Perfume Princesa                                                  |
| Go! Princess Pretty Cure                              | Cure Mermaid   | 2                 | Minami Kaido             | Masumi Asano      | Pafu Aroma Kuroro Miss Shamour | Pafu Aroma Kuroro Miss Shamour | Perfume Princesa                                                  |
| Go! Princess Pretty Cure                              | Cure Twinkle   | 4                 | Kirara Amanogawa         | Hibiku Yamamura   | Pafu Aroma Kuroro Miss Shamour | Pafu Aroma Kuroro Miss Shamour | Perfume Princesa                                                  |
| Go! Princess Pretty Cure                              | Cure Scarlet   | 22                | Towa Akagi               | Miyuki Sawashiro  | Pafu Aroma Kuroro Miss Shamour | Pafu Aroma Kuroro Miss Shamour | Perfume Princesa                                                  |
| Mahou Tsukai Pretty Cure!                             | Cure Miracle   | 1                 | Mirai Asahina            | Rie Takahashi     | Mofurun / Cure Mofurun | Mofurun / Cure Mofurun | Piedra Linkle                                                     |
| Mahou Tsukai Pretty Cure!                             | Cure Magical   | 1                 | Liko Izayoi              | Yui Horie         | Mofurun / Cure Mofurun | Mofurun / Cure Mofurun | Piedra Linkle                                                     |
| Mahou Tsukai Pretty Cure!                             | Cure Felice    | 22                | Kotoha Hanami / Ha-chan  | Saori Hayami      | Mofurun / Cure Mofurun | Mofurun / Cure Mofurun | Libro Inteligente Linkle                                          |
| KiraKira Pretty Cure A La Mode                        | Cure Whip      | 1                 | Ichika Usami             | Karen Miyama      | Pekorin / Cure Pekorin | Pekorin / Cure Pekorin | Polvera Dulces                                                    |
| KiraKira Pretty Cure A La Mode                        | Cure Custard   | 2                 | Himari Arisugawa         | Haruka Fukuhara   | Pekorin / Cure Pekorin | Pekorin / Cure Pekorin | Polvera Dulces                                                    |
| KiraKira Pretty Cure A La Mode                        | Cure Gelato    | 3                 | Aoi Tategami             | Tomo Muranaka     | Pekorin / Cure Pekorin | Pekorin / Cure Pekorin | Polvera Dulces                                                    |
| KiraKira Pretty Cure A La Mode                        | Cure Macaron   | 5                 | Yukari Kotozume          | Saki Fujita       | Pekorin / Cure Pekorin | Pekorin / Cure Pekorin | Polvera Dulces                                                    |
| KiraKira Pretty Cure A La Mode                        | Cure Chocolat  | 6                 | Akira Kenjou             | Nanako Mori       | Pekorin / Cure Pekorin | Pekorin / Cure Pekorin | Polvera Dulces                                                    |
| KiraKira Pretty Cure A La Mode                        | Cure Parfait   | 23                | Ciel Kirahoshi / Kirarin | Inori Minase      | Pekorin / Cure Pekorin | Pekorin / Cure Pekorin | Polvera Dulces                                                    |
| HUGtto! Pretty Cure                                   | Cure Yell      | 1                 | Hana Nono                | Rie Hikisaka      | Hugtan / Cure Tomorrow Harry Hariham | Hugtan / Cure Tomorrow Harry Hariham | LindoCorazón                                                      |
| HUGtto! Pretty Cure                                   | Cure Ange      | 2                 | Saaya Yakushiji          | Rina Hon'izumi    | Hugtan / Cure Tomorrow Harry Hariham | Hugtan / Cure Tomorrow Harry Hariham | LindoCorazón                                                      |
| HUGtto! Pretty Cure                                   | Cure Etoile    | 5                 | Homare Kagayaki          | Yui Ogura         | Hugtan / Cure Tomorrow Harry Hariham | Hugtan / Cure Tomorrow Harry Hariham | LindoCorazón                                                      |
| HUGtto! Pretty Cure                                   | Cure Macherie  | 20                | Emiru Aisaki             | Nao Tamura        | Hugtan / Cure Tomorrow Harry Hariham | Hugtan / Cure Tomorrow Harry Hariham | LindoCorazón                                                      |
| HUGtto! Pretty Cure                                   | Cure Amour     | 20                | Ruru Amour               | Yukari Tamura     | Hugtan / Cure Tomorrow Harry Hariham | Hugtan / Cure Tomorrow Harry Hariham | LindoCorazón                                                      |
| Star Twinkle Pretty Cure                              | Cure Star      | 1                 | Hikaru Hoshina           | Eimi Naruse       | Fuwa Prunce | Fuwa Prunce | Colgante Color Estelar                                            |
| Star Twinkle Pretty Cure                              | Cure Milky     | 2                 | Lala Hagoromo            | Konomi Kohara     | Fuwa Prunce | Fuwa Prunce | Colgante Color Estelar                                            |
| Star Twinkle Pretty Cure                              | Cure Soleil    | 4                 | Elena Amamiya            | Kiyono Yasuno     | Fuwa Prunce | Fuwa Prunce | Colgante Color Estelar                                            |
| Star Twinkle Pretty Cure                              | Cure Selene    | 5                 | Madoka Kaguya            | Mikako Komatsu    | Fuwa Prunce | Fuwa Prunce | Colgante Color Estelar                                            |
| Star Twinkle Pretty Cure                              | Cure Cosmo     | 20                | Yuni                     | Sumire Uesaka     | Fuwa Prunce | Fuwa Prunce | Colgante Color Estelar                                            |
| Healin' Good Pretty Cure                              | Cure Grace     | 1                 | Nodoka Hanadera          | Aoi Yūki          | Rabirin | Rabirin | Botellas Elementales, Bastón Curativo                             |
| Healin' Good Pretty Cure                              | Cure Fontaine  | 3                 | Chiyu Sawaizumi          | Natsu Yorita      | Pegitan | Pegitan | Botellas Elementales, Bastón Curativo                             |
| Healin' Good Pretty Cure                              | Cure Sparkle   | 4                 | Hinata Hiramitsu         | Hiyori Kono       | Nyatoran | Nyatoran | Botellas Elementales, Bastón Curativo                             |
| Healin' Good Pretty Cure                              | Cure Earth     | 19                | Asumi Fuurin             | Suzuko Mimori     | Latte | Latte | Botellas Elementales, Lazo de Latte                               |
| Tropical Rouge! Pretty Cure                           | Cure Summer    | 1                 | Manatsu Natsuumi         | Fairouz Ai        | Kururun | Kururun | Polvera Tropical GiraAnillos Corazón                              |
| Tropical Rouge! Pretty Cure                           | Cure Coral     | 3                 | Sango Suzumura           | Yumiri Hanamori   | Kururun | Kururun | Polvera Tropical GiraAnillos Corazón                              |
| Tropical Rouge! Pretty Cure                           | Cure Papaya    | 4                 | Minori Ichinose          | Yui Ishikawa      | Kururun | Kururun | Polvera Tropical GiraAnillos Corazón                              |
| Tropical Rouge! Pretty Cure                           | Cure Flamingo  | 5                 | Asuka Takizawa           | Asami Setō        | Kururun | Kururun | Polvera Tropical GiraAnillos Corazón                              |
| Tropical Rouge! Pretty Cure                           | Cure La Mer    | 17                | Laura La Mer             | Rina Hidaka       | Kururun | Kururun | Polvera Tropical GiraAnillos Corazón                              |
| Delicious Party Pretty Cure                           | Cure Precious  | 1                 | Yui Nagomi               | Hana Hishikawa    | Kome-Kome | Kome-Kome | Reloj Corazón Cure Batidora de Jugo Corazón Batuta Vela de Fiesta |
| Delicious Party Pretty Cure                           | Cure Spicy     | 4                 | Kokone Fuwa              | Risa Shimizu      | Pam-Pam | Pam-Pam | Reloj Corazón Cure Batidora de Jugo Corazón Batuta Vela de Fiesta |
| Delicious Party Pretty Cure                           | Cure Yum-Yum   | 7                 | Ran Hanamichi            | Yuka Iguchi       | Mem-Mem | Mem-Mem | Reloj Corazón Cure Batidora de Jugo Corazón Batuta Vela de Fiesta |
| Delicious Party Pretty Cure                           | Cure Finale    | 18                | Amane Kasai              | Ai Kayano         | Sin hada | Sin hada | Colgante de Frutas Corazón Florete Cremoso Batuta Vela de Fiesta  |
| Delicious Party Pretty Cure                           | Black Pepper   | 14                | Takumi Shinada           | Yūma Uchida       | Sin hada | Sin hada | Piedra Deliciosa                                                  |
| Hirogaru Sky! Pretty Cure                             | Cure Sky       | 1                 | Sora Harewataru          | Akira Sekine      | Sin hada | Sin hada | Espejo Celestial / Pluma Celestial Tono Celestial                 |
| Hirogaru Sky! Pretty Cure                             | Cure Prism     | 4                 | Mashiro Nijigaoka        | Ai Kakuma         | Sin hada | Sin hada | Espejo Celestial / Pluma Celestial Tono Celestial                 |
| Hirogaru Sky! Pretty Cure                             | Cure Wing      | 9                 | Tsubasa Yuunagi          | Ayumu Murase      | Sin hada | Sin hada | Espejo Celestial / Pluma Celestial Tono Celestial                 |
| Hirogaru Sky! Pretty Cure                             | Cure Butterfly | 18                | Ageha Hijiri             | Ayaka Nanase      | Sin hada | Sin hada | Espejo Celestial / Pluma Celestial Tono Celestial                 |
| Hirogaru Sky! Pretty Cure                             | Cure Majesty   | 31                | Ellee                    | Aoi Koga          | Sin hada | Sin hada | Espejo Celestial / Pluma Celestial Tono Celestial                 |
| Wonderful Pretty Cure!                                | Cure Wonderful | 1                 | Komugi Inukai            | Maria Naganawa    | Mey Mey Niko Conejo Kirarin Pingüino Kirarin León Kirarin Oso Kirarin Venado Kirarin Hámster Kirarin Zorro Kirarin Panda Kirarin Cisne Kirarin | Mey Mey Niko Conejo Kirarin Pingüino Kirarin León Kirarin Oso Kirarin Venado Kirarin Hámster Kirarin Zorro Kirarin Panda Kirarin Cisne Kirarin | Polvera Maravillosa Batuta Amistosa                               |
| Wonderful Pretty Cure!                                | Cure Friendy   | 2                 | Iroha Inukai             | Atsumi Tanezaki   | Mey Mey Niko Conejo Kirarin Pingüino Kirarin León Kirarin Oso Kirarin Venado Kirarin Hámster Kirarin Zorro Kirarin Panda Kirarin Cisne Kirarin | Mey Mey Niko Conejo Kirarin Pingüino Kirarin León Kirarin Oso Kirarin Venado Kirarin Hámster Kirarin Zorro Kirarin Panda Kirarin Cisne Kirarin | Polvera Maravillosa Batuta Amistosa                               |
| Wonderful Pretty Cure!                                | Cure Nyammy    | 11                | Yuki Nekoyashiki         | Satsumi Matsuda   | Mey Mey Niko Conejo Kirarin Pingüino Kirarin León Kirarin Oso Kirarin Venado Kirarin Hámster Kirarin Zorro Kirarin Panda Kirarin Cisne Kirarin | Mey Mey Niko Conejo Kirarin Pingüino Kirarin León Kirarin Oso Kirarin Venado Kirarin Hámster Kirarin Zorro Kirarin Panda Kirarin Cisne Kirarin | Polvera Brilla-Gatos Pandereta de la Cinta Concordia              |
| Wonderful Pretty Cure!                                | Cure Lillian   | 19                | Mayu Nekoyashiki         | Reina Ueda        | Mey Mey Niko Conejo Kirarin Pingüino Kirarin León Kirarin Oso Kirarin Venado Kirarin Hámster Kirarin Zorro Kirarin Panda Kirarin Cisne Kirarin | Mey Mey Niko Conejo Kirarin Pingüino Kirarin León Kirarin Oso Kirarin Venado Kirarin Hámster Kirarin Zorro Kirarin Panda Kirarin Cisne Kirarin | Polvera Brilla-Gatos Pandereta de la Cinta Concordia              |
| Kimi to Idol Pretty Cure                              | Cure Idol      | 1                 | Uta Sakura               | Misato Matsuoka   | Tanakhan | Tanakhan | Broche Corazón Idol Micrófono Corazón Idol                        |
| Kimi to Idol Pretty Cure                              | Cure Wink      | 3                 | Nana Aokaze              | Minami Takahashi  | Tanakhan | Tanakhan | Broche Corazón Idol Micrófono Corazón Idol                        |
| Kimi to Idol Pretty Cure                              | Cure Kyun-Kyun | 7                 | Kokoro Shigure           | Natsumi Takamori  | Tanakhan | Tanakhan | Broche Corazón Idol Micrófono Corazón Idol                        |
| Kimi to Idol Pretty Cure                              | Cure Zukyoon   | 17                | Purirun                  | Yoshino Nanjō     | Tanakhan | Tanakhan | Brilli-Candado del Corazón Micrófono del Brilli-Espectáculo       |
| Kimi to Idol Pretty Cure                              | Cure Kiss      | 17                | Meroron                  | Miharu Hanai      | Tanakhan | Tanakhan | Brilli-Candado del Corazón Micrófono del Brilli-Espectáculo       |

### Pretty Cure Secundarias
| Serie                             | Transformación               | Episodio de Debut | Nombre           | Seiyū                                          | Hada          |
| --------------------------------- | ---------------------------- | ----------------- | ---------------- | ---------------------------------------------- | ------------- |
| Futari wa Pretty Cure Splash Star | Cure Bright / Bright Michiru | 48                | Michiru Kiryū    | Yuriko Fuchizaki                               | Muupu         |
| Futari wa Pretty Cure Splash Star | Cure Windy / Windy Kaoru     | 48                | Kaoru Kiryū      | Yuka Imai (ep.14-19) Akemi Okamura (ep. 20-49) | Fuupu         |
| HeartCatch Pretty Cure!           | Cure Flower                  | 44                | Kaoruko Hanasaki | Chika Sakamoto                                 | Coupé         |
| Doki Doki! Pretty Cure            | Cure Empress                 | 30                | Empress          | Mayumi Iizuka                                  | Melan         |
| Smile Pretty Cure!                | Royale Candy                 | 47                | Candy            | Ikue Ōtani                                     | Sin hada      |
| HappinessCharge Pretty Cure!      | Cure Sunset                  | 28                | Ohana            | Hitomi Yoshida                                 | Aloalo        |
| HappinessCharge Pretty Cure!      | Cure Wave                    | 28                | Oliana           | Sayaka Nakaya                                  | Aloalo        |
| HappinessCharge Pretty Cure!      | Cure Tender                  | 37                | Maria Hikawa     | Sanae Kobayashi                                | Glassan       |
| HappinessCharge Pretty Cure!      | Cure Mirage                  | 48                | Mirage           | Mariko Kouda                                   | PhanPhan      |
| Go! Princess Pretty Cure          | Cure Flora                   | 29                | Chieri           | Saki Fujita                                    | Sin hada      |
| Go! Princess Pretty Cure          | Cure Mermaid                 | 29                | Yura             | Satsuki Yukino                                 | Sin hada      |
| Go! Princess Pretty Cure          | Cure Twinkle                 | 29                | Sei              | Kaori Shimizu                                  | Sin hada      |
| KiraKira Pretty Cure A La Mode    | Cure Lumière                 | 32                | Lumière          | Kiyono Yasuno                                  | Sin hada      |
| KiraKira Pretty Cure A La Mode    | Cure Pekorin                 | 47                | Pekorin          | Mika Kanai                                     | Sin hada      |
| HUGtto! Pretty Cure               | Cure Tomorrow                | 40                | Hagumi Nono      | Konomi Tada                                    | Harry Hariham |
| HUGtto! Pretty Cure               | Cure Infini                  | 42                | Henri Wakamiya   | Toshiyuki Someya                               | Harry Hariham |
| Tropical Rouge! Pretty Cure       | Cure Oasis                   | 29                | Aunete           | Mai Nakahara                                   | Sin hada      |
| Delicious Party Pretty Cure       | Sin nombre oficial           | 44                | Kome-Kome        | Natsumi Takamori                               | Sin hada      |
| Hirogaru Sky! Pretty Cure         | Cure Noble                   | 44                | Elleelain        | Umeka Shōji                                    | Sin hada      |
| Wonderful Pretty Cure!            | Sin nombre oficial           | 49                | Daifuku Toyama   | Yūichi Nakamura                                | Niko Mey Mey  |
| Wonderful Pretty Cure!            | Sin nombre oficial           | 49                | Satoru Toyama    | Takuma Terashima                               | Niko Mey Mey  |

### Pretty Cure de Películas
| Película                                                                                  | Transformación     | Nombre          | Seiyū            | Hada        |
| ----------------------------------------------------------------------------------------- | ------------------ | --------------- | ---------------- | ----------- |
| Pretty Cure All Stars New Stage: Amigas del Futuro                                        | Cure Echo          | Ayumi Sakagami  | Mamiko Noto      | Fuu-chan    |
| Pretty Cure All Stars New Stage 3: Amigas Eternas                                         | Cure Echo          | Ayumi Sakagami  | Mamiko Noto      | Enen Gureru |
| MahoTsukai Pretty Cure!: ¡La milagrosa transformación! ¡Cure Mofurun!                     | Cure Mofurun       | Mofurun         | Ayaka Saitō      | Sin hada    |
| Delicious Party Pretty Cure: El Almuerzo de los Niños Soñadores.                          | Sin nombre oficial | Kome-Kome       | Natsumi Takamori | Sin hada    |
| Delicious Party Pretty Cure: El Almuerzo de los Niños Soñadores.                          | Sin nombre oficial | Pam-Pam         | Natsumi Hioka    | Sin hada    |
| Delicious Party Pretty Cure: El Almuerzo de los Niños Soñadores.                          | Sin nombre oficial | Mem-Mem         | Tomoe Hanba      | Sin hada    |
| Pretty Cure All Stars F                                                                   | Cure Supreme       | Preme / Supreme | Maaya Sakamoto   | Sin hada    |
| Pretty Cure All Stars F                                                                   | Cure Puca          | Puca            | Atsumi Tanezaki  | Sin hada    |
| Wonderful Pretty Cure! La Película: ¡Una gran aventura en un mundo de juegos emocionante! | Sin nombre oficial | Daifuku Toyama  | Yūichi Nakamura  | Sin hada    |
| Wonderful Pretty Cure! La Película: ¡Una gran aventura en un mundo de juegos emocionante! | Sin nombre oficial | Satoru Toyama   | Takuma Terashima | Sin hada    |

### Pretty Cure de Obras de Teatro
| Serie                              | Transformación | Nombre           | Actor          | Hada        | Objetos          |
| ---------------------------------- | -------------- | ---------------- | -------------- | ----------- | ---------------- |
| Dancing Star Pretty Cure The Stage | Cure Top       | Gaku Hoshikawa   | Shogo Tamura   | Pas De Deux | Brazalete Stella |
| Dancing Star Pretty Cure The Stage | Cure Lock      | Hayato Natsume   | Ryo Takizawa   | Pas De Deux | Brazalete Stella |
| Dancing Star Pretty Cure The Stage | Cure Soul      | Sasana Tsukimiya | Touya Morita   | Pas De Deux | Brazalete Stella |
| Dancing Star Pretty Cure The Stage | Cure Kagura    | Kouga Tengen     | Raiga Terasaka | Pas De Deux | Brazalete Stella |
| Dancing Star Pretty Cure The Stage | Cure Break     | Maito Kurose     | Iori Kotsuji   | Pas De Deux | Brazalete Stella |

## Películas

### Listado de Películas
- Pretty Cure Max Heart La Película (2005)
- Pretty Cure Max Heart La Película 2: Amigas bajo el Cielo Nevado (2005)
- Pretty Cure Splash Star La Película: ¡El TicTac que pende de un hilo fino! (2006)
- Yes! Pretty Cure 5 La Película: ¡La gran aventura milagrosa en el Reino de los Espejos! (2007)
- Yes! Pretty Cure 5 GoGo! La Película: ¡Feliz Cumpleaños en el Reino de los Dulces! (2008)
- Fresh Pretty Cure! La Película: ¿¡El Reino de los Juguetes tienen un montón de secretos!? (2009)
- HeartCatch Pretty Cure! La Película: Espectáculo de moda en la ciudad de las flores...¡¿En serio?! (2010)
- Suite Pretty Cure♪ La Película: ¡Recupérenla! ¡La melodía milagrosa que conecta los corazones! (2011)
- Smile Pretty Cure! La Película: ¡Grandes desajustes en un libro de cuentos! (2012)
- DokiDoki! Pretty Cure La Película: ¿¿¡Mana se casa!?? El vestido de la esperanza que conecta el futuro (2013)
- Happiness Charge! Pretty Cure. La Película: La bailarina del Reino de las Muñecas (2014)
- Go! Princess Pretty Cure. La Película:  ¡Adelante! ¡¡Vamos!! ¡¡¡Triple función espléndida!!! (2015)
- MahouTsukai Pretty Cure! La Película: ¡La transformación milagrosa! ¡Cure Mofurun! (2016)
- KiraKira☆Pretty Cure À la Mode. La Película: ¡A París! ¡El Milhojas de los Recuerdos! (2017)
- Star☆Twinkle Pretty Cure La Película: La Canción Sentimental de las Estrellas (2019)
- Healin' Good♥ Pretty Cure La Película: ¡GoGo! ¡La emocionante Ciudad de los Sueños! ¡¡Gran transformación!! (2021)
- Tropical-Rouge! Pretty Cure. La Película: ¡La princesa de las nieves y el anillo milagroso! (2021)
- Delicious Party♡Pretty Cure. La Película: El almuerzo de los niños♡soñadores (2022)
- Wonderful Pretty Cure! ¡La Película!: ¡Una gran aventura♡en un mundo de juegos emocionante! (2024)
- Kimi to Idol Pretty Cure♪ La Película: ¡Gracias por la espera! ¡Aquí tienes un concierto de KirakiLive! (2025)

### Listado de Películas All Stars
- Pretty Cure All Stars DX: Amigas de todos: ¡La colección de milagros! (2009)
- Pretty Cure All Stars DX2: Light of Hope - ¡Protege la joya del arcoíris! (2010)
- Pretty Cure All Stars DX3: ¡Entrega el futuro! La flor del color del arcoíris que conecta el mundo. (2011)
- Pretty Cure All Stars New Stage: Amigas del Futuro (2012)
- Pretty Cure All Stars New Stage 2: Amigas del Corazón (2013)
- Pretty Cure All Stars New Stage 3: Amigas Eternas (2014)
- Pretty Cure All Stars: Carnaval de primavera ♪ (2015)
- Pretty Cure All Stars: Cantando con todas ♪ ¡Magia milagrosa! (2016)
- Pretty Cure Dream Stars! (2017)
- Pretty Cure Super Stars! (2018)
- Hug! Pretty Cure Futari wa Pretty Cure: All Stars Memories (2018) (película aniversario de Huggto Pretty Cure)
- Pretty Cure Miracle Universe (2019)
- Pretty Cure Miracle Leap: Un día maravilloso con todas (2020)
- Pretty Cure All Stars F (2023), (película aniversario de Hirogaru Sky Pretty Cure)

## Episodios
Ir a Anexo:Episodios de Pretty Cure